# Суперкуп Босне и Херцеговине у фудбалу
Суперкуп Босне и Херцеговине у фудбалу је било фудбалско такмичење у Босни и Херцеговини од 1997. до 2001. године.

## Утакмице
| Година | Победник                           | Резултат                           | Поражени                           |
| ------ | ---------------------------------- | ---------------------------------- | ---------------------------------- |
| 1997   | Сарајево                           | 2 : 0, 1 : 3 (пгг)                 | Челик                              |
| 1998   | Жељезничар                         | 4 : 0                              | Сарајево                           |
| 1999   | Босна Високо                       | 2 : 2 (5 : 4 пен.)                 | Сарајево                           |
| 2000   | Жељезничар                         | 0 : 0, 3 : 1                       | Бротњо                             |
| 2001   | Жељезничар је освојио дуплу круну. | Жељезничар је освојио дуплу круну. | Жељезничар је освојио дуплу круну. |